# Seldælir
Seldælir era un clan familiar que controlaba la Islandia medieval durante el periodo de la Mancomunidad Islandesa, especialmente en la guerra civil del siglo XIII, un episodio conocido como Sturlungaöld. Su territorio estaba al sur y al oeste de Vestfirðir. Su nombre deriva de la ciudad de Selárdalur en Arnarfjörður.
Los orígenes del clan se remonta a los tiempos de las primeras colonizaciones y la figura de Geirþjófur Valþjófsson. El caudillo más importante y descendiente directo era Bárd el Negro (Bárður svarti Atlason), un rico bóndi en Selárdalur. Su hijo Sveinbjörn, fue un influyente goði en Hrafnseyri y su nieto Hrafn Sveinbjarnarson un reputado médico.
Con Sveinbjörn se inició una tensa disputa con Þorvaldur Snorrason Vatnsfirðingur y cuando Hrafn tomó el poder, Þorvaldur lo mató el 2 de marzo de 1213. Los hijos mayores de Hrafn, Sveinbjörn y Krákur, murieron asesinados tras la batalla de Örlygsstaðir (1238) y otros dos hijos habían muerto ahogados en 1231. Todas sus posesiones pasaron entonces a manos de Hrafn Oddsson.